# Nomada nepalensis
Nomada nepalensis är en biart som beskrevs av Schwarz 1990. Nomada nepalensis ingår i släktet gökbin, och familjen långtungebin. Inga underarter finns listade i Catalogue of Life.